# Petrosedum rupestre
Petrosedum rupestre (очиток відхилений як Sedum reflexum, очиток скельний як Sedum rupestre) — вид квіткових рослин з родини  Товстолистових (Crassulaceae).

## Біоморфологічна характеристика
Це сукулентний напівкущик. Багаторічна рослина (10)20–40 см заввишки, гола, зеленувата, з неплідним стеблом, що випускає численні безплідні зеленуваті пагони з пухко зчепленими листками. Листки 4–8(15) × 0.5–3 мм, лінійно-циліндричні, вигнуті, розширені біля основи. Суцвіття щиткоподібне. Квітки, як правило, п'яти- або шестичленні. Чашолистки завдовжки (2.5)3–4 мм, вгорі потовщені, гострі. Пелюсток 5–8, завдовжки 4.5–7(8) мм, яскраво-жовті. Тичинок 10(12), вдвічі більше пелюсток, біля основи запушені; пиляки жовті. Плодолистки коричневі. Насіння довгасте. 2n=56, 88, 112, 120.

## Поширення
Вид росте в Євразії й Туреччині: Франція, Італія, Словенія, Данія, Норвегія, Швеція, Фінляндія, Нідерланди, Бельгія, Люксембург, Німеччина, Швейцарія, Польща, Чехія, Словаччина, Угорщина, Іспанія, Андорра, Сан-Марино, Хорватія, Боснія та Герцеговина, Сербія та Косово, Македонія, Румунія, Білорусь, Росія, Україна; інтродукований до Канади, США, деяких країн Європи.
В Україні вид росте на Передкарпатті (околиці Львова і Тернополя), Правобережному Поліссі (Житомирська, Київська області), в Лісостепу (Київська, Вінницька, Луганська області); інтродуцент у Маріуполі й Криму

## Галерея

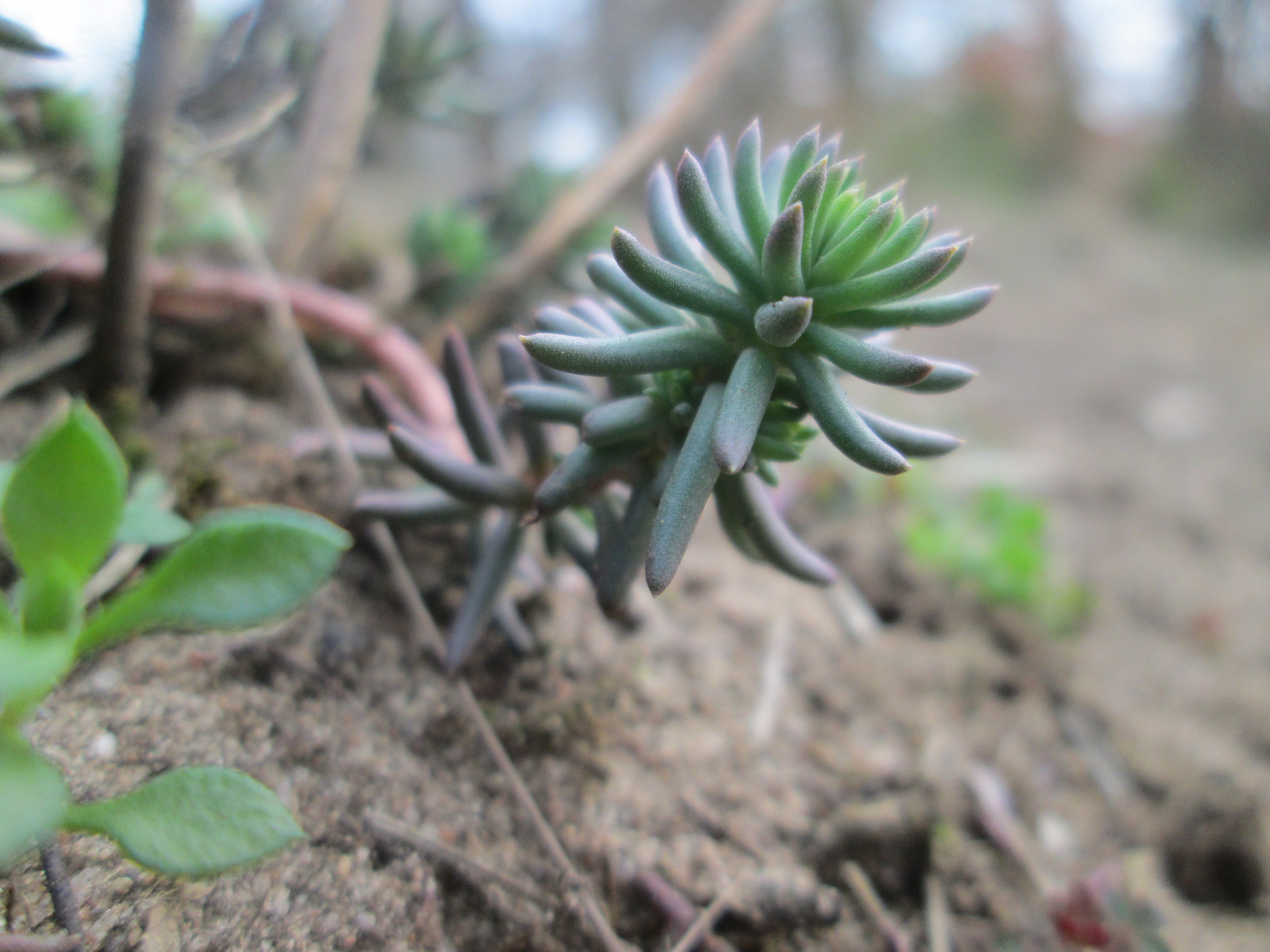
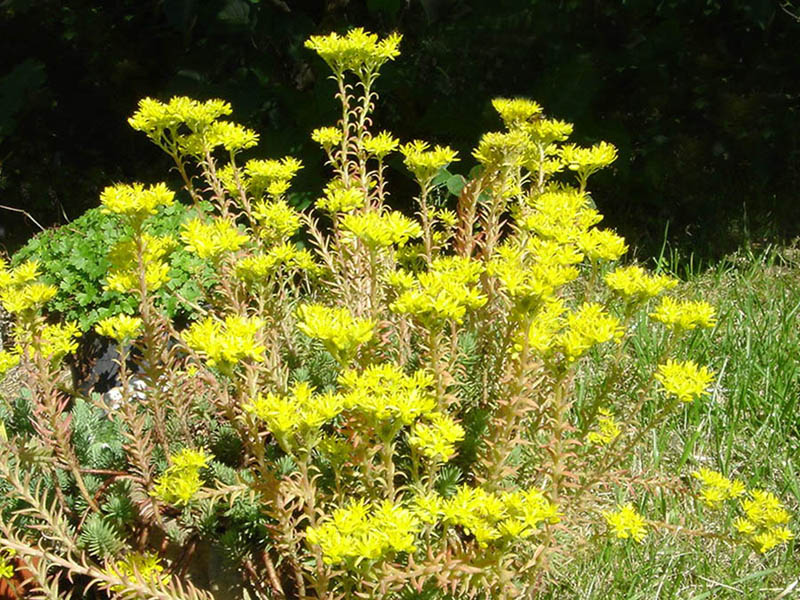
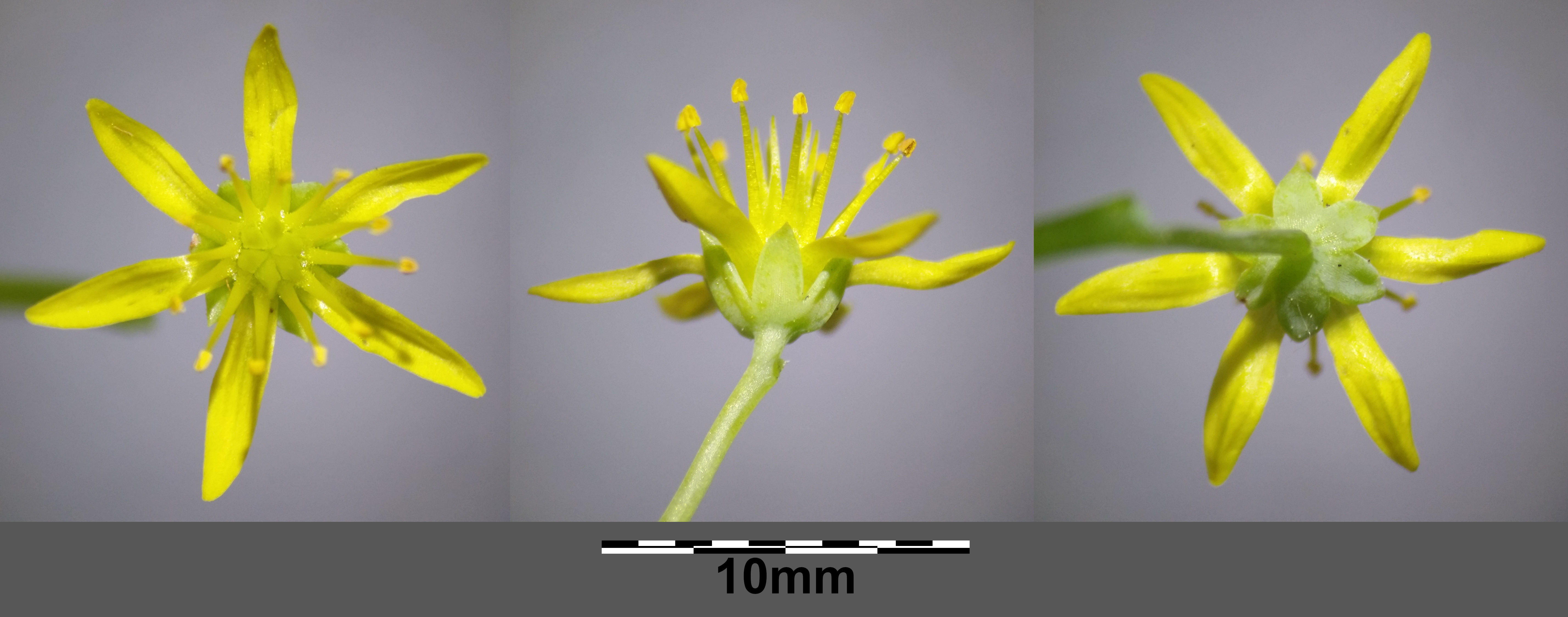
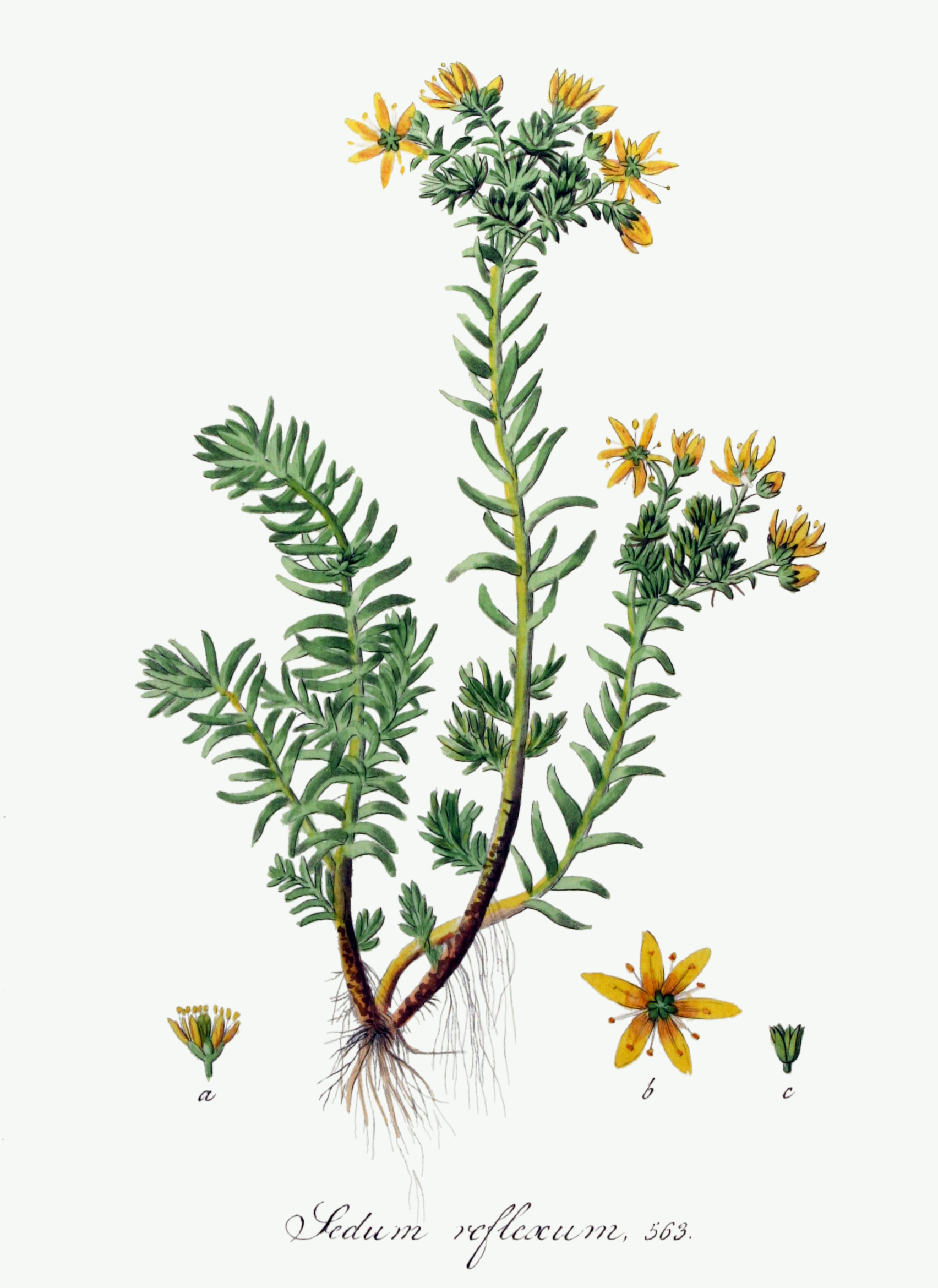